# Das Birnenmädchen
Das Birnenmädchen ist ein 1989 erschienener Puppentrickfilm der DEFA. Er beruht auf einem italienischen Märchen.

## Handlung
Ein Bauer muss dem König jedes Jahr drei Körbe voll Birnen abliefern. In einem Jahr ist die Ernte aber schlecht. Deshalb fordert er seine drei Töchter auf, nacheinander in den letzten Korb zu klettern. Die Erste ist aber zu dick und die Zweite zu groß. Nur die Dritte passt hinein und so bedeckt der Bauer sie mit einigen Birnen und fährt die Körbe zum König. Der Trick wird dort schnell entdeckt und der König will das Mädchen wieder wegschicken. Sie und der Prinz verlieben sich aber ineinander. Der König möchte sie auseinanderbringen und fordert die Bauerntochter auf, ihm das Schatzkästlein aus dem Turm der Winde zu holen. Diese Aufgabe hat bisher noch niemand gelöst. Bevor das Mädchen loszieht, gibt der Prinz ihr heimlich einen Besen, zwei Brote und einen Topf Fett. Diese Gegenstände und ein freundliches Wort sollen ihr auf dem Weg helfen.
Das Mädchen kommt an einem Backofen vorbei, der von einem kleinen Männlein mit seinen Haaren gereinigt werden muss. Deswegen hat es nur noch drei davon auf dem Kopf. Die Bauerntochter gibt ihm den Besen, um damit die Backröhre zu fegen. Danach durchschreitet sie eine enge Schlucht, die von zwei großen Hunden bewacht wird. Das Mädchen beschwichtigt die Tiere mit den Broten und kann passieren. Hinter den Felsen fließt ein wilder Bach, doch nachdem sie das Wasser freundlich anspricht, lässt es sich mühelos überqueren. Nun kommt die Bauerntochter beim Turm an, dessen offene Tür im Wind hin und her schlägt und dabei stets quietscht. Sie schmiert die Angeln mit dem Fett und betritt den Turm, in dem sich das Schmuckkästchen befindet.
Das Mädchen wird während seiner Reise von einem Raben verfolgt, der ihr den Erfolg missgönnt. Er fordert die Tür des Turms auf, sie nicht wieder herauszulassen. Weil die Bauerntochter aber so hilfsbereit war, verweigert die Tür dem Raben den Dienst. Auch beim Wasser, den Hunden und dem Männlein findet der Rabe kein Gehör. Das Mädchen kehrt zum Schloss zurück, doch der König möchte der Ehe trotzdem nicht zustimmen. Er bietet stattdessen an, ihr etwas anderes als Ersatz zu geben. Nach geheimer Absprache mit dem Prinzen wünscht sich die Bauerntochter alles, was sich in dem Korb befindet, der auf einem Schutthaufen nahe des Schlosses liegt. Derweil hat sich aber der Prinz in dem Korb versteckt und so können sie den König überlisten. Schweren Herzens stimmt er der Hochzeit zu.

## Produktion und Veröffentlichungen
Das Birnenmadchen entstand 1988 im DEFA-Studio für Trickfilme, für die Animationen war Elke Bräuniger und für die Tonregie Heinz Kaiser verantwortlich. Sowohl die Einleitung als auch die Dialoge wurden von Thea Elster gesprochen. Die Erstausstrahlung fand am 10. November 1989 statt. Im Jahr 2000 erschien der Film zusammen mit Es waren einmal drei Schwestern... auf VHS, später wurde Das Birnenmädchen im Rahmen der Zusammenstellung Die schönsten Märchen aus aller Welt auch auf DVD veröffentlicht. Der Film befindet sich ebenfalls als Bonusmaterial auf der DVD-Fassung von Froschkönig.